# Kokumin Kyōkai (1892)
Kokumin Kyōkai (japanisch 国民協会) war eine frühe konservative politische Partei in Japan, die von 1892 bis 1899 existierte.

## Übersicht
Die Kokumin Kyōkai wurde am 22. Juni 1892 gebildet, wobei Saigō Tsugumichi als Präsident und Shinagawa Yajirō, ehemaliger Innenminister, als Vizepräsident fungierte. Weiter gehörten Sasa Tomofusa (佐々 友房; 1854–1906), Ōoka Ikuzō (大岡育造; 1856–1928) und andere zu den Führungskräften. Ihr Ziel war es, Widerstand zu leisten gegenüber Oppositionsparteien wie Jiyūtō und Rikken Kaishintō, die sich den gesetzgeberischen Aktivitäten der Regierung widersetzten, und befürwortete die Verstärkung der Rüstung, den Ausbau der nationalen Macht und die Förderung der Industrie.
Als sich das Zweite Kabinett Itō Hirobumi jedoch an die Jiyūtō wandte, wurde die Kokumin Kyōkai eher zu einer Oppositionspartei und griff die Regierung als Kernkraft der sechs Hardliner-Fraktionen an, die sich dem Versuch der Regierung widersetzten, den „Mutsu-Vertrag“ mit dem Vereinigten Königreich als Nachfolger für die vorherigen ungleiche Verträge zu unterzeichnen. Nach dem Japanisch-Chinesischen Krieg 1895 verbündeten sich aufeinanderfolgende, von der Meiji-Oligarchie dominierte Regierungen offen mit der Jiyūtō und der Shimpotō, und die Kokumin Kyōkai verlor an Bedeutung, wurde zu einer eher bürokratischen Partei, die mit Yamagata Aritomo verbunden war.
Zum Zeitpunkt ihrer Gründung hatte die Partei 70 Mitglieder im Abgeordnetenhaus, dem gewählten Unterhaus des Reichstags, doch mit jeder Wahl schrumpfte die Mitgliederzahl, so dass sie im August 1898 nur noch 21 Mitglieder hatte. 1899 verlor die Partei ihre Unterstützung, als Shinagawa dem Geheimen Rat beitrat. Am 4. Juli desselben Jahres löste sich die Partei auf. Ihre Nachfolgepartei war die Teikokutō (帝国党), die bis 1905 bestand.